# Rupert (Vermont)
Rupert ist eine Town im Bennington County des Bundesstaates Vermont in den Vereinigten Staaten mit 698 Einwohnern (laut Volkszählung von 2020).

## Geographie

### Geografische Lage
Rupert liegt im Nordwesten des Bennington Countys, an der Grenze zum Bundesstaat New York in den Green Mountains. Es gibt nur wenige kleine Flüsse auf dem Gebiet der Town, sie münden in den White River oder in den Mettawee River. Die höchste Erhebung in dem hügeligen Gebiet ist der 1023 m hohe Mother Myrick Mountain.

### Nachbargemeinden
Alle Entfernungen sind als Luftlinien zwischen den offiziellen Koordinaten der Orte aus der Volkszählung 2010 angegeben.
- Norden: Pawlet, 3,7 km
- Nordosten: Danby, 16,0 km
- Osten: Dorset, 18,4 km
- Südosten: Manchester, 15,2 km
- Süden: Sandgate, 2,9 km
- Westen: Hebron, New York, 16,9 km

### Klima
Die mittlere Durchschnittstemperatur in Rupert liegt zwischen −7,2 °C (19 °Fahrenheit) im Januar und 20,6 °C (69 °Fahrenheit) im Juli. Damit ist der Ort gegenüber dem langjährigen Mittel der USA um etwa 10 Grad kühler. Die Schneefälle zwischen Oktober und Mai liegen mit über fünfeinhalb Metern knapp doppelt so hoch wie die mittlere Schneehöhe in den USA, die tägliche Sonnenscheindauer liegt am unteren Rand des Wertespektrums der USA.

## Geschichte
Der Grant für Rupert wurde am 20. August 1761 als Teil der New Hampshire Grants vergeben. Er umfasste 23.040 Acre (9324 Hektar). Die Besiedlung begann 1767, die ersten Siedler waren Isaac Blood, Reuben Harmon und Oliver Scott. Oliver Scott baute auch die erste Schrotmühle.
Benannt wurde die Town von Wentworth nach Ruprecht von der Pfalz, Duke of Cumberland, der zum Zeitpunkt der Vergabe des Grants bereits verstorben, jedoch in hoher Achtung der Briten stand.
Reuben Harmon, einer der frühen Siedler, war Schmied und bekam im Jahr 1785 das Recht, Münzen für die junge Vermont Republic zu prägen. Seine Münze befand sich im Osten von Rupert an einem kleinen Fluss.

### Einwohnerentwicklung
| Volkszählungsergebnisse – Town of Rupert, Vermont | Volkszählungsergebnisse – Town of Rupert, Vermont | Volkszählungsergebnisse – Town of Rupert, Vermont | Volkszählungsergebnisse – Town of Rupert, Vermont | Volkszählungsergebnisse – Town of Rupert, Vermont | Volkszählungsergebnisse – Town of Rupert, Vermont | Volkszählungsergebnisse – Town of Rupert, Vermont | Volkszählungsergebnisse – Town of Rupert, Vermont | Volkszählungsergebnisse – Town of Rupert, Vermont | Volkszählungsergebnisse – Town of Rupert, Vermont | Volkszählungsergebnisse – Town of Rupert, Vermont |
| Jahr                                              | 1700                                              | 1710                                              | 1720                                              | 1730                                              | 1740                                              | 1750                                              | 1760                                              | 1770                                              | 1780                                              | 1790                                              |
| ------------------------------------------------- | ------------------------------------------------- | ------------------------------------------------- | ------------------------------------------------- | ------------------------------------------------- | ------------------------------------------------- | ------------------------------------------------- | ------------------------------------------------- | ------------------------------------------------- | ------------------------------------------------- | ------------------------------------------------- |
| Einwohner                                         |                                                   |                                                   |                                                   |                                                   |                                                   |                                                   |                                                   |                                                   |                                                   | 1.033                                             |
| Jahr                                              | 1800                                              | 1810                                              | 1820                                              | 1830                                              | 1840                                              | 1850                                              | 1860                                              | 1870                                              | 1880                                              | 1890                                              |
| Einwohner                                         | 1.648                                             | 1.630                                             | 1.332                                             | 1.318                                             | 1.091                                             | 1.101                                             | 1.103                                             | 1.017                                             | 957                                               | 861                                               |
| Jahr                                              | 1900                                              | 1910                                              | 1920                                              | 1930                                              | 1940                                              | 1950                                              | 1960                                              | 1970                                              | 1980                                              | 1990                                              |
| Einwohner                                         | 863                                               | 825                                               | 674                                               | 691                                               | 678                                               | 713                                               | 603                                               | 582                                               | 605                                               | 654                                               |
| Jahr                                              | 2000                                              | 2010                                              | 2020                                              | 2030                                              | 2040                                              | 2050                                              | 2060                                              | 2070                                              | 2080                                              | 2090                                              |
| Einwohner                                         | 704                                               | 714                                               | 698                                               |                                                   |                                                   |                                                   |                                                   |                                                   |                                                   |                                                   |

## Wirtschaft und Infrastruktur

### Verkehr
Die Vermont State Route 315 führt in west-östlicher Richtung durch die Town. Sie verbindet Rupert mit Salem im Westen. Im Osten der Town mündet sie in die Vermont State Route 30, die Richtung Norden nach Pawlet und Richtung Osten nach Dorset führt. Im Westen zweigt die Vermont State Route 153 in Richtung Norden nach West Pawlet ab. Die Bahnstrecke Castleton–Eagle Bridge hatte einen Bahnhof in Rupert.

### Öffentliche Einrichtungen
In Rupert gibt es kein eigenes Krankenhaus. Das nächste zuständige Krankenhaus ist das Rutland Regional Medical Center in Rutland.

### Bildung
Rupert gehört mit Danby, Dorset, Manchester, Langrove, Londonderry, Mt. Tabor, Pawlet, Peru, Sunderland, Weston und Winhall zur Bennington-Rutland Supervisory Union. Es gibt in Rupert keine eigene Schule. Die Schulkinder von Rupert besuchen die Schulen in Pawlet oder Dorset.

## Persönlichkeiten

### Söhne und Töchter der Stadt
- Sheldon Roberts (1926–2014),  Metallurge und Mitglied der Traitorous Eight
- Moses H. Sherman (1853–1932), Lehrer, Schulleiter, Bankier, Geschäftsmann, Großgrundbesitzer und Politiker

### Persönlichkeiten, die vor Ort gewirkt haben
- William H. Meyer (1914–1983), Politiker, Abgeordneter im US-Repräsentantenhaus